# ヤンバルテナガコガネ
ヤンバルテナガコガネ（山原手長黄金、Cheirotonus jambar）は、昆虫綱甲虫目コガネムシ科に分類される甲虫類。

## 分布
日本の沖縄島北部（山原）のみに分布する固有種である。

## 形態
成虫の体長は、オスで4.7 - 6.2 cm、メスで4.6 - 6 cmである。

## 分類
ミトコンドリアDNAの16S rRNAの分子系統解析では、属内では中華人民共和国南部からベトナムに分布するヤンソンテナガコガネCheirotonus jansoniに近縁という解析結果が得られている。
これは、かつて近縁種が広く分布していたものが、地殻変動を始めとする環境の変化や生存競争等により絶滅した結果、大陸と島嶼で近縁種が別々に生き残ったものと考えられており、本種のような分布の特徴を持つ種は遺存種と呼ばれる（日本では鳥取県国府町の中新世の地層からイナバテナガコガネの化石が見つかっている）。
似たような分布の特徴を持つ甲虫の例では、御蔵島に生息しているミクラミヤマクワガタが挙げられる。
学問的に正式な発見、記載がされる以前から、その存在について薄々知られてはいた。カミキリムシ採集家伊藤敏仁によって1982年4月2日に死骸の上翅と腹部だけが拾われたり、また、生息地にほど近い製材所の従業員が、原生林から運び込まれた大木を切断加工中に度々本種の姿を見出していたりもする。
正式な発見は1983年で、1984年に黒澤良彦によって記載された。新種記載のタイプ標本として発見された個体は、1983年9月15日に国頭村普久川ダム構内で採集されたものである。しかし発見した時には既に絶滅の危機が迫っており、1984年2月に沖縄県の天然記念物に、その後1985年5月に国の天然記念物に指定され、採集は全面的に禁止、繁殖プログラムも計画されている。そもそも発見自体が、森を切り開き山を削って建設されたダムの水銀灯に飛来した個体が植え込みの木の枝に引っかかっており、それが朝の構内見回りをしていた職員の目の前に落ちてきた、というものであった。
おおまかなライフサイクルや生息環境概要、幼虫の生態は天然記念物指定前の水沼哲郎による採集調査で明らかとなった。また、時をほぼ同じくして、伐倒木のフレーク部からオキナワマルバネクワガタと共に採集されたメス幼虫１頭が正体不明のまま『月刊むし』編集部に持ち込まれ、編集長藤田宏によって飼育、羽化させられている。当時まだ和名を与えられていなかったこの個体は「沖縄のテナガコガネ」として同誌1984年2月号の表紙を飾った。なお、飼育した藤田はその頃まだカミキリムシが専門分野であり、それぞれの幼虫が蛹化して容器の壁面に姿を見せるまでは、自分の飼っているオキナワマルバネクワガタをヒラタクワガタ、テナガコガネをただのカブトムシだと思っていたという。
超大型の甲虫であるにもかかわらず発見が遅れた原因は、マルバネクワガタ類の生態解明の難航と同様であった。すなわち、甲虫のシーズンである夏が去り、チョウ採集が昆虫採集の主となる沖縄の秋口に成虫が出現するために甲虫採集家にとって盲点となっていたのである。
ただ、これほど厳しく「保護」されている天然記念物ではあるが、発生、繁殖に必要な生息地の樹木の伐採は必ずしも禁じられていない。一面丸坊主となり切株だけが所々残された山肌で、棲み処を失ってあてどなく彷徨う成虫の姿が雑誌『インセクタリゥム』1993年９月号（東京動物園協会発行）で報じられた他、先述の『月刊むし』編集長藤田宏も「虫がいなくなって（採集禁止や保護をうたう）立て札だけが残るようでは笑い話にもならない」と指摘している。
本種は希少性と成長が遅い事から密猟や樹木の伐採の影響を受けやすく、さらには繁殖能力の低さに加え、生息地周辺の開発計画もあるため、依然絶滅が危ぶまれている。絶滅危惧I類。
この昆虫の発見が遅れたのには、ひとつにはその生息環境の特殊さ、それにハブと在日米軍の存在がある。つまり、その生息域が広く米軍演習地であり、しかもハブの生息地であった。立ち入り禁止ではないものの、気楽に侵入する気になる場所ではなく、なおかついるかどうかもわからない昆虫を探すために、大木の穴に手を突っ込むような真似は、ハブが怖くてとてもできないという事情があった。逆に在日米軍基地の外ではまともな生息地域が失われたとも言われる。密猟防止のための監視も行われているが、林道開発による森林の乾燥など、開発によって生息地ごと影響を受けることが懸念されている。

## 生態
イスノキやオキナワウラジロガシ・スダジイの大木がある、一次林（自然林）に生息する。幼虫は、大木内の樹洞に溜まった腐植質内でしか確認されていない。幼虫の期間は3 - 4年。秋季に羽化した成虫は蛹室内で冬を越し、翌年の8 - 9月に出現する。
幼虫はイタジイ、ウラジロガシなどの広葉樹の大木にあいた樹洞に腐植土が堆積したものを住処兼餌としている。浅い位置に若齢幼虫、深層部に大きく育った終齢幼虫がいる傾向にある。また、蛹化、羽化は、パイプ状の樹洞の内壁の一部を楕円形にえぐり取って作られた蛹室内部で行われる。
そのためそのような大木が生育に必要であり、山原（ヤンバル）の中でも国頭村付近にしか生息していない。こうした生息場所はキツツキの一種であるノグチゲラが古木に掘った巣穴が放棄されたあとにケナガネズミなどが巣穴として再利用したりするなどいくつもの生物の関与によって生成される。ノグチゲラにしてもケナガネズミにしても、どちらも環境悪化によって絶滅が危惧されており、ヤンバルテナガコガネの生存を保証する生物的環境そのものが危機に瀕している。
水沼哲郎は孵化から成虫になるまで本種は約3年を要すると述べている。
成虫は晩夏〜秋にかけて出現し、リュウキュウコクワガタ等と共に山の中腹以上のカシ、シイの樹液に集まる。また、大柄な姿にもかかわらずよく飛翔するため、付近に光源があれば飛来する。
雄の前脚は長大に発達し、頸節の内側の棘は木に登るのに便利であるし、餌場や雌をめぐって争うときの武器ともなる。但し、テナガコガネ属の他種と比べると雄の前脚は体長に比べて短く、これは原始的な特徴とされる。
公的な研究目的や繁殖プログラムで許可を得た場合を除き、採集、飼育は一切禁じられているため、飼育下での産卵数や成長ステージの詳細については殆どわかっていない。
10 - 20個程しか産卵せず、加えて孵化率も低い。

## 人間との関係
森林伐採や農地開発・ダム建設による生息地の破壊、林道建設や下草刈りによる森林内の乾燥化、ペット用の密猟（道路建設は密猟者が生息地に侵入しやすくなるという問題もある）および密猟者による樹洞の破壊などにより生息数は減少している。日本では、1985年に国の天然記念物に指定されている。1996年に種の保存法により、国内希少野生動植物種に指定されている。
絶滅危惧IB類 (EN)（環境省レッドリスト）

## 作品への登場
- 園山俊二の4コマ漫画「ペエスケ」（朝日新聞夕刊に掲載）

ほとんど全部のセリフが「ヤンバルテナガコガネ」になっている不条理作品がある。掲載されたのは沖縄県から天然記念物指定を受けた頃で、主人公のペエスケを叱る上司も叱られるペエスケ本人も、夜の公園で愛を語り合う男女もそれに野次を飛ばすペエスケも、産まれた赤ん坊も取り上げる産婆も、臨終の老人も看取る妻も、果ては往診の医者までもがみな「ヤンバルテナガコガネ」と言うもの。同作品は単行本第一巻に収録。
- 情報番組　発掘！お宝ガレリア　「科博！ワケあってお見せしてないお宝！展」

国立科学博物館に保管されている、ヤンバルテナガコガネの学名付与の基準として指定された世界で唯一の絶対的なホロタイプ標本（正模式標本）の個体を紹介。
壊れやすく、カビがついたり虫に食べられる危険があるため、採取後に保管された箱から出せず、一般公開できないという。